# Nenad Vuković
Nenad Vuković, cyr. Ненад Вуковић (ur. 15 lutego 1939 we wsi Pišče) – językoznawca i literaturoznawca związany z uczelniami w Bośni i Hercegowinie oraz Czarnogórze.

## Życiorys
Szkołę podstawową ukończył w rodzimej wsi Pišče. By uczyć się w gimnazjum, wyjechał do Sarajewa. Studia na Wydziale Filozoficznym skończył na miejscowym uniwersytecie. Następnie studiował polonistykę na Uniwersytecie Jagiellońskim, gdzie także się doktoryzował. Profesor zwyczajny na Uniwersytecie w Sarajewie, gdzie m.in. na początku lat 90. zakładał katedrę języka polskiego i literatury (także członek rady uczelni) oraz Uniwersytecie Czarnogóry, nadzwyczajny na Uniwersytecie Wrocławskim. Dziekan w Akademii Pedagogicznej w Sarajewie, Akademii Sztuk Scenicznych w Sarajewie, Wydziału Sztuk Dramatycznych w Cetynii. Rektor Uniwersytetu Mediteran w Podgoricy. Profesor wizytujący na innych uczelniach. Wykładach fonetykę i morfologię języka serbsko-chorwackiego, gramatykę porównawczą języków słowiańskich, język polski, mowę sceniczną i kulturę języka.
Był przewodniczącym Stowarzyszenia Nauczycieli Języka Serbsko-chorwackiego i Literatur Jugosłowiańskich. Członek prezydium Slawistów Jugosławii. Przewodniczący Sarajewskiego Koła Lingwistycznego. Od 2008 nadzwyczajny członek Czarnogórskiej Akademii Nauki i Sztuki, od 2015 zwyczajny.

## Publikacje
- Stan zachowania serbsko-chorwackiej pieśni epickiej w dobie dzisiejszej (1966)
- Nikola Petrović – król-poeta w Polsce (1967)
- Nazwy plemion czarnogórskich (1967)
- Nazivi nekih crnogorskih plemena u narodnom tumačenju (1969)
- Prevođenje stranih naziva, transkripcija i transliteracija (1976)
- Igra „Sever – Kobile” (1977)
- Semantičke vrijednosti riječi pleme u slovenskim jezicima (1978)
- Andrićev Bonvalpaša (1980)
- Transkription und Adaption Fremder Namen im Serbokroatischen (1981)
- Semantička klasifikacija i tvorba naziva crnogorskih plemena (1983)
- Vuk Stefanović Karadžić i Samuel Bogumil Linde (1987)
- Srpskohrvatsko Njeguši, Njegoš, Njeguš, poljsko Niegusz (1986)
- Njegoševo djelo kod Poljaka (2002)
- Toponimi u Pivi Obrena Blagojevića – znaci slojevite prošlosti (2003)
- Švedska (ne)daleka (2004)
- Riječi s povodom (2005)
- Ivo Andrić i Poljaci (2006)
- Semantika igre i riječi u igri Prstena u durmitorskom kraju (2009)
- Metafizičko poimanje zla (2010)
- U vjetru miris zavičaja (2015)
- Vrijeme naracije (2015)
- U semantičkim poljima starih igara/ zabava na Durmitoru (2015)

Tłumaczenia
- Artur Lundkvist: Vatra i led (izbor iz poezije) (1978)
- Per Lagerkvist: Mariamne (roman) (1984)
- Per Lagerkvist: Dželat (roman) (1996)
- Haljina Posvjatovska: I niko ne zna kako umiru ptice (1996)
- Slavomir Mrožek: Emigranti (1999)
- Gunnar Ekelef: Zašto pjevaš moja ptico (2001)
- Trajan Petrovski: Vrijeme (2006)